# Haynecourt
Haynecourt ist eine französische Gemeinde mit 305 Einwohnern (Stand: 1. Januar 2022) im Département Nord in der Region Hauts-de-France; sie gehört zum Arrondissement Cambrai und zum Kanton Cambrai. Die Einwohner werden Fontenois genannt.

## Geographie
Haynecourt liegt an der Grenze zum Département Pas-de-Calais, etwa fünf Kilometer nordwestlich von Cambrai. Umgeben wird Haynecourt von den Nachbargemeinden Épinoy im Norden, Sancourt im Osten, Sailly-lez-Cambrai im Südosten, Raillencourt-Sainte-Olle im Süden, Bourlon im Südwesten, Marquion im Südwesten und Westen sowie Sauchy-Lestrée im Westen und Nordwesten. Im Norden und Nordwesten der Gemeinde hat Haynecourt einen Anteil am Militärflugplatz Base aérienne 103 Cambrai-Épinoy.

## Geschichte
Haynecourt lag unmittelbar in der Frontzone der Siegfriedstellung und wurde im Ersten Weltkrieg fast komplett zerstört.
Haynecourt gehörte von 1993 bis 2014 zur Communauté de communes de l’Ouest Cambrésis.

### Bevölkerungsentwicklung
| Jahr                       | 1962 | 1968 | 1975 | 1982 | 1990 | 1999 | 2006 | 2012 | 2020 |
| Einwohner                  | 602  | 568  | 323  | 369  | 442  | 276  | 553  | 531  | 309  |
| Quellen: Cassini und INSEE |      |      |      |      |      |      |      |      |      |

## Sehenswürdigkeiten
- Kirche Saint-Martin (Reliquienschrein als Monument historique geschützt)
- britischer Militärfriedhof

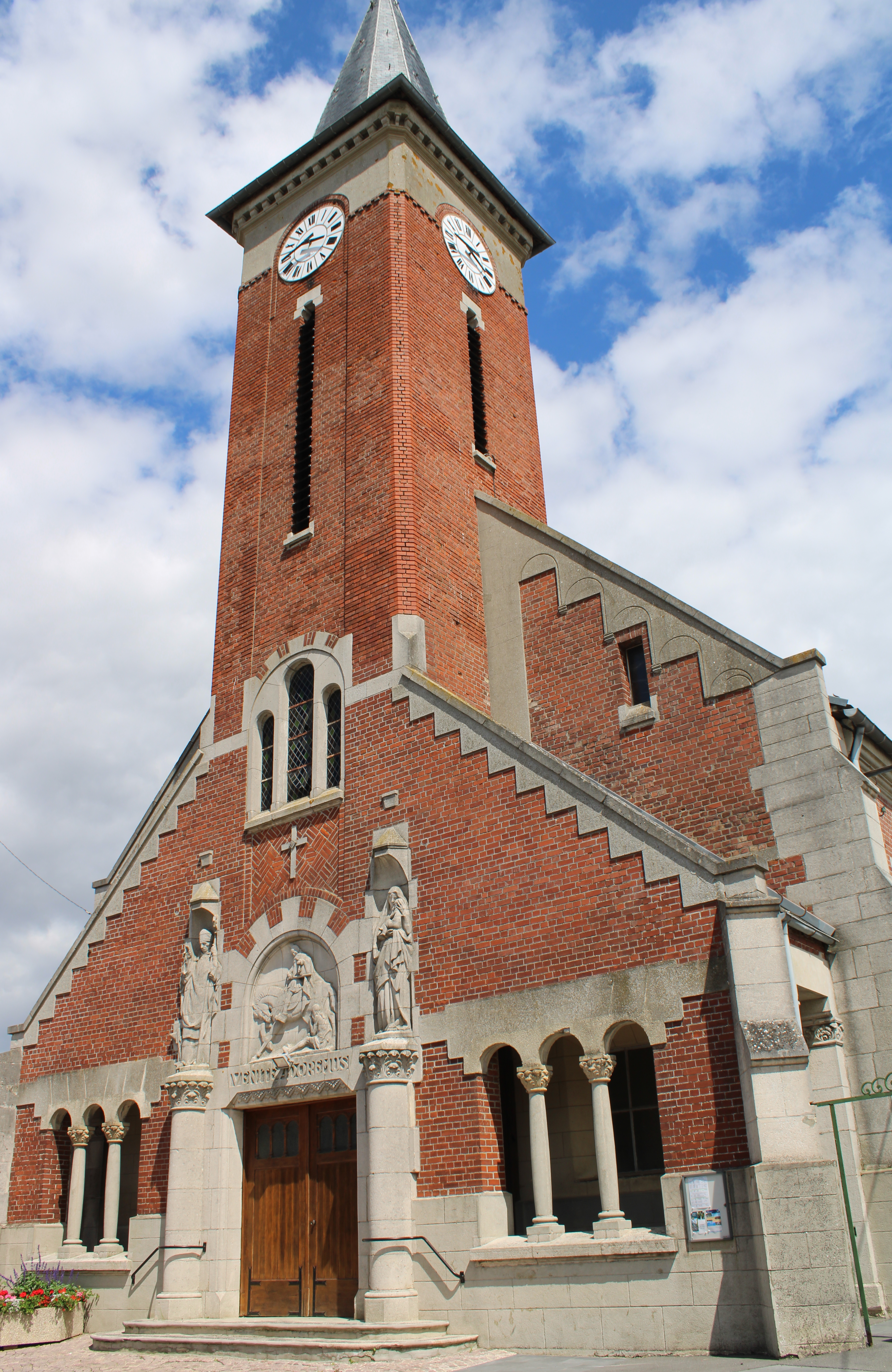
Kirche Saint-Martin
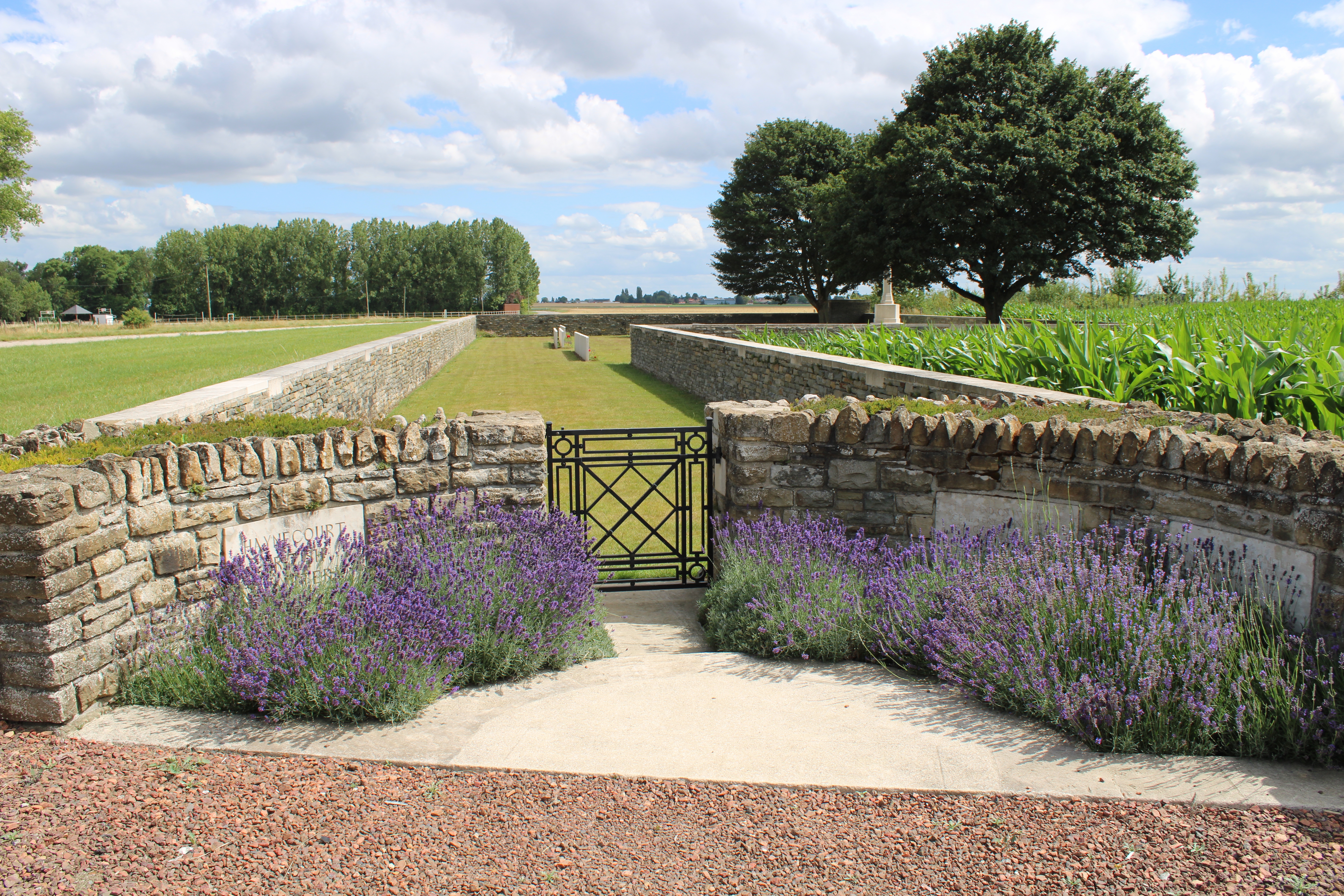
Britischer Militärfriedhof
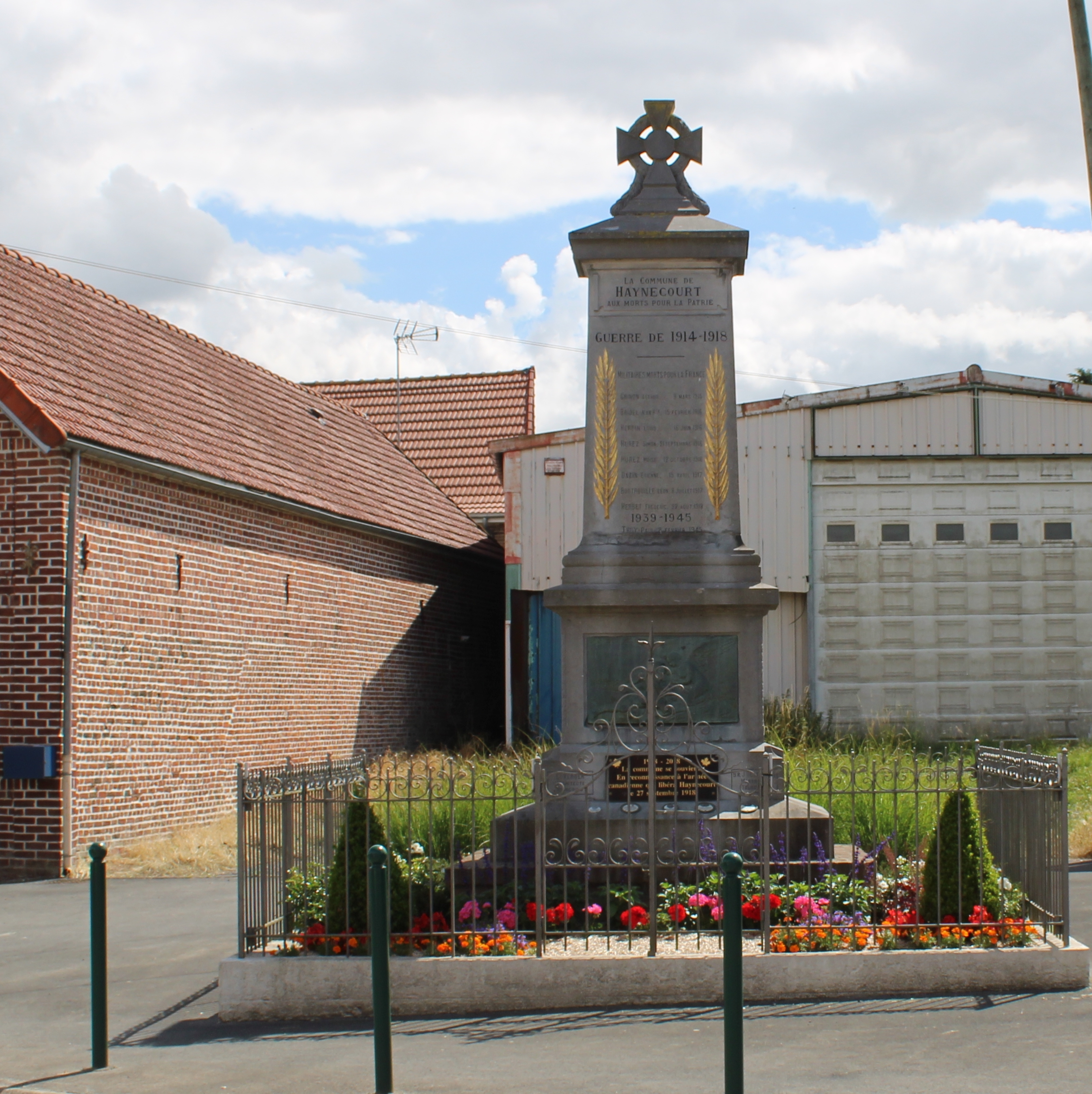
Gefallenendenkmal